# Urir Char
Urir Char är en ö i Bangladesh.   Den ligger i provinsen Chittagong, i den sydöstra delen av landet, 150 km sydost om huvudstaden Dhaka.